# Amt Ferdinandshof

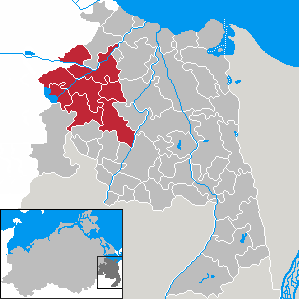
Amt Ferdinandshof im Landkreis Uecker-Randow

Im Amt Ferdinandshof im ehemaligen Landkreis Uecker-Randow in Mecklenburg-Vorpommern waren die sieben Gemeinden Altwigshagen, Ferdinandshof (Amtssitz), Hammer a. d. Uecker, Heinrichsruh, Heinrichswalde, Rothemühl und Wilhelmsburg zur Erledigung ihrer Verwaltungsgeschäfte zusammengeschlossen. Das Amt bestand bis zur Auflösung am 1. Januar 2005. Die Gemeinden bilden nun zusammen mit der Stadt Torgelow das neue Amt Torgelow-Ferdinandshof.